# ABC Music
ABC Music: The Radio 1 Sessions es un álbum doble recopilatorio de la banda inglesa de post-rock Stereolab, editado en el año 1998. Este lanzamiento compila las grabaciones en vivo de varias sesiones que el grupo realizó para BBC Radio 1 (incluyendo los programas de John Peel y Mark Radcliffe). El álbum solo se ha editado en formato CD.

## Lista de temas

### CD 1
1. "Super-Electric" – 4:48
2. "Changer" – 4:11
3. "Doubt" – 2:41
4. "Difficult Fourth Title" – 4:45
5. "Laissez Faire" – 3:57
6. "Revox" – 3:12
7. "Peng 33" – 2:57
8. "John Cage Bubblegum" – 2:56
9. "Wow and Flutter" – 2:54
10. "Anemie" – 4:41
11. "Moogie Wonderland" – 2:34
12. "Heavy Denim" – 3:09
13. "French Disko" – 3:12
14. "Wow and Flutter" – 2:56
15. "Golden Ball" – 5:45
16. "Lo Boob Oscillator" – 4:33
17. "Check and Double Check" – 2:51
18. "Working Title (The Pram Song)" – 4:1

### CD 2
1. "International Colouring Contest" – 3:42
2. "Anamorphose" – 7:27
3. "Metronomic Underground" – 10:14
4. "Brigitte" – 5:50
5. "Spinal Column" – 3:31
6. "Tomorrow Is Already Here" – 4:43
7. "Les Yper-Sound" – 6:00
8. "Heavenly Van Halen" – 3:09
9. "Cybele's Reverie" – 3:59
10. "Slow Fast Hazel" – 4:07
11. "Nothing to Do With Me" – 4:01
12. "Double Rocker" – 5:33
13. "Baby Lulu" – 5:03
14. "Naught More Terrific Than Man" – 3:56